# Spannland
Spannland war ein schwedisches Flächenmaß für Ackerland. 
- 1 Spannland = 16 Kappland = 28 Kannaland/Kannland = 2468,3 Quadratmeter
- 2 Spannland = 1 Tunnland